# Етруське мистецтво

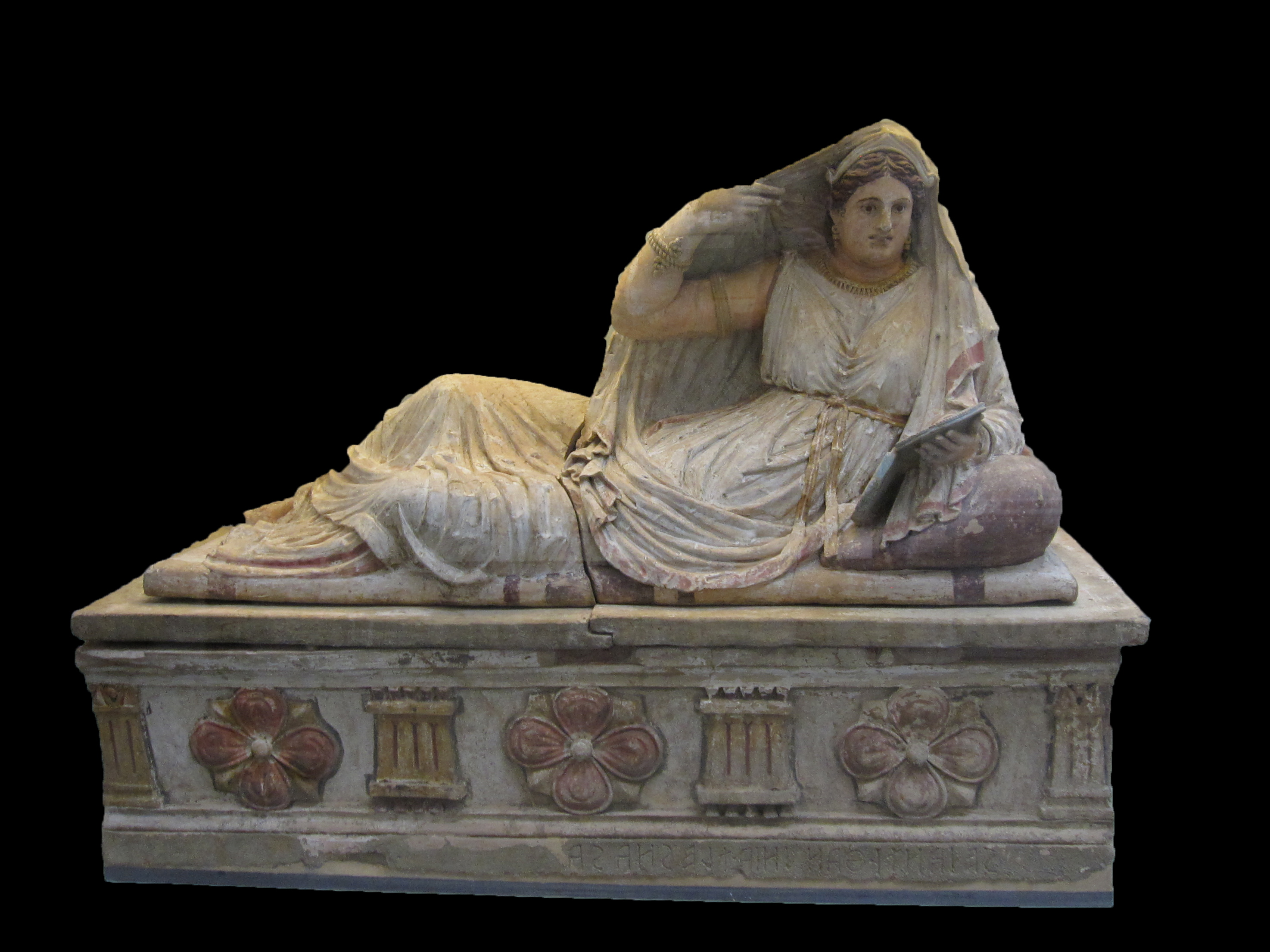
Саркофаг молодої жінки, бл. 150–130 рр. до н. е., Британський музей

Етруське мистецтво — переважно фігуративістське мистецтво, створене цивілізацією етрусків; охоплює період IX–II ст. до н. е.

## Характеристика
Перші пам'ятники культури етрусків відносяться до кінця IX-початку VIII ст. до н. е. Цикл розвитку етруської цивілізації завершується до II ст. до н. е. Рим перебував під її впливом до I ст. до н. е.
Етруська цивілізація носила переважно міський характер. Міста з потужними стінами стояли недалеко один від одного вздовж долин річок Тибр і Арно: Ареццо, Кортона, Клузіум, Перузія, а також багаті і сильні Черветери і Тарквінія. Вони довго зберігали архаїчні культи молодоперших італійських поселенців і проявляли особливий інтерес до смерті і загробного світу. Тому етруське мистецтво значно було пов'язано з прикрасою гробниць, причому виходячи з концепції, що предмети в них повинні зберігати зв'язок з реальним життям.
Гробниця мала форму будинку, була подобою будинку або навіть самого людського тіла. За допомогою гробниці або урни померлий міг знову продовжити своє існування.
Вплив грецького мистецтва відчувається майже весь час розвитку етруської культури. Але воно зводиться до зовнішнього впливу, зачіпаючи головним чином зовнішні форми — настільки різним був світогляд обох культур. "Мистецтво, що дбає насамперед про віддалення смерті, відноситься не стільки до релігії, скільки до забобонів, але оскільки забобони — це темне простонародне марновірство, то етруське мистецтво ніколи до кінця не втрачає свого зв'язку з повсякденним життям. Іншими словами, це не мистецтво, яке є завершенням цілої культури, наприклад, класичної, а породження практичного, буденного життя, того самого, для якого якраз і характерний страх перед смертю, від якої доводиться захищати себе день у день. З цієї ж самої причини етруське мистецтво носить глибоко натуралістичний характер. Більш того, саме щодо етруського мистецтва вперше можна застосувати цей термін. Воно натуралістичне в силу того, що метою боротьби за порятунок від смерті є матеріальна реальність сущого або принаймні його подібність, в силу того, що шляхом мистецтва дійсність знайде продовження, хоча і в жахливому оточенні нереального і небуття. Цим пояснюється, чому етруське мистецтво, хоча і широко вдається до використання форм грецького мистецтва, є по суті антикласичне. Більше, того, воно є першоджерелом антикласичної течії, яка широко розвинеться в римському мистецтві, проникне в Середньовіччя, в більш пізні епохи і стане постійною або надто частою антитезою настільки ж постійної і вельми частої тези класичного ідеалізму.

## Архітектура

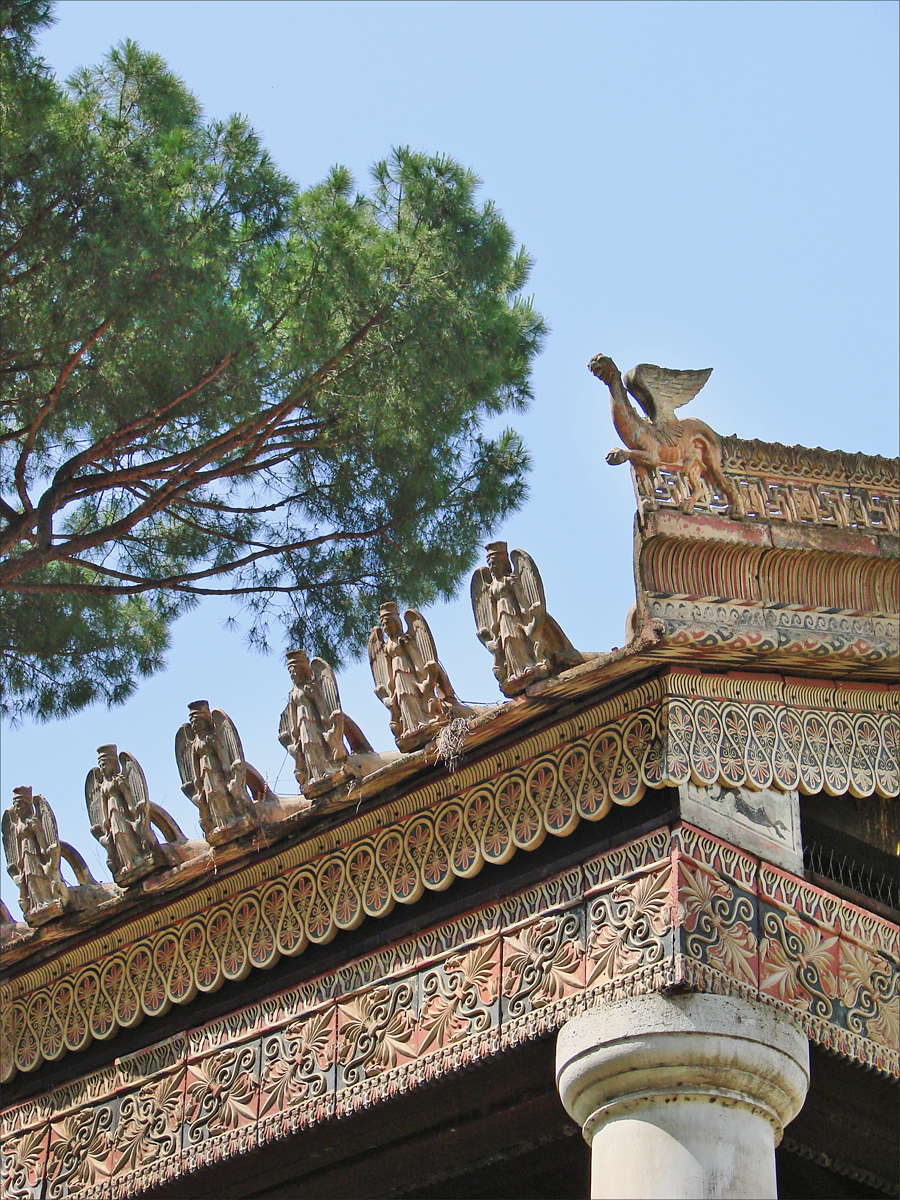
Реконструкція храму етрусків

Архітектура етрусків була досить розвинена. Найкраще збереглися стіни, що оточували етруські міста, і гробниці.
Храм в етруської цивілізації великого значення не мав. З найдавніших часів в релігійних обрядах етруски використовували відкриті святилища, храмове будівництво почалося пізніше. Найперша цільна споруда датується першою половиною VI століття до н. е. Свої святилища етруски будували з дерева і глини — тому вони не збереглися, і відновлюються на основі трактату Вітрувія і теракотових урн у формі храму.
Храм будувався на високій підставі з низькими колонами, за своїми формами віддалено нагадував доричний храм. Центральна целла була трохи більше бічних, портик підтримували два ряди колон. Дах покривався черепицею. По краях покрівлі поміщалися антефікси. На фризі зображувалися спочатку групи богів або людей, пізніше — квітковий орнамент. Все теракотове оздоблення розфарбовувалося в яскраві кольори.
Прості будівлі вінчали рясні і яскраво розфарбовані теракотові прикраси — антефікси і фігурні рельєфи, які приховували і захищали верх дерев'яних стовпів, а також акротерії, поступово розвивалися від простих форм до скульптурних композицій і груп на гребені двосхилого даху. При будівництві храмів етруски рідко використовували камінь, тільки в основі храму — подіумі.
Найкраще будівельний талант етрусків проявлявся в спорудженні міських стін і воріт. Згадаємо стіни і ворота Перузії і Волатерри. В VIII–VI столітті до н. е. для спорудження фальшивих зводів і арок використовувалася кам'яна кладка, справжній циліндричний звід почав споруджуватися в період еллінізму. Найдавніше етруське укріплення — земляний вал в Поджіо-Буко (VII століття до н. е.).
Етруски були майстрами обробки і щільного пригону один до одного каменів з місцевої м'якої породи. Визначним досягненням етруської архітектури є принцип щільної підгонки кам'яних блоків та їх опори один на одного, на якому ґрунтується система арочного і склепінного перекриття. Арочний звід стане і основним елементом римської архітектури.
Головні етруські гробниці знаходяться в Орв'єто, Тарквінії, К'юзі, Черветері. Своїх мерців етруски зазвичай ховали прямо в землі. Нагорі робився земляний насип конічної форми, основа якого оточувалася камінням. Після відмови від кремації етруски стали захоронювати покійних в гробницях. Є й скельні поховання, наприклад, в Совані. Вони зазвичай складаються з декількох приміщень з плоским або двосхилим дахом, іноді у вигляді «толоса». Для міцності перекриття підтримуються обтесаними опорами. Стіни часто прикрашалися живописом. У гробниці з розписними рельєфами в Черветері опори прикрашені теракотовими поліхромними рельєфами, що зображують тварин, зброю.
Будинки в Етрурії зводилися з необпаленої цегли, фундамент складали з річкового каміння. Будинки, швидше за все, були одноповерховими. Етруски використовували плоску і вигнуту черепицю.
В Сутрі зберігся етруський амфітеатр, вирубаний в скелі.

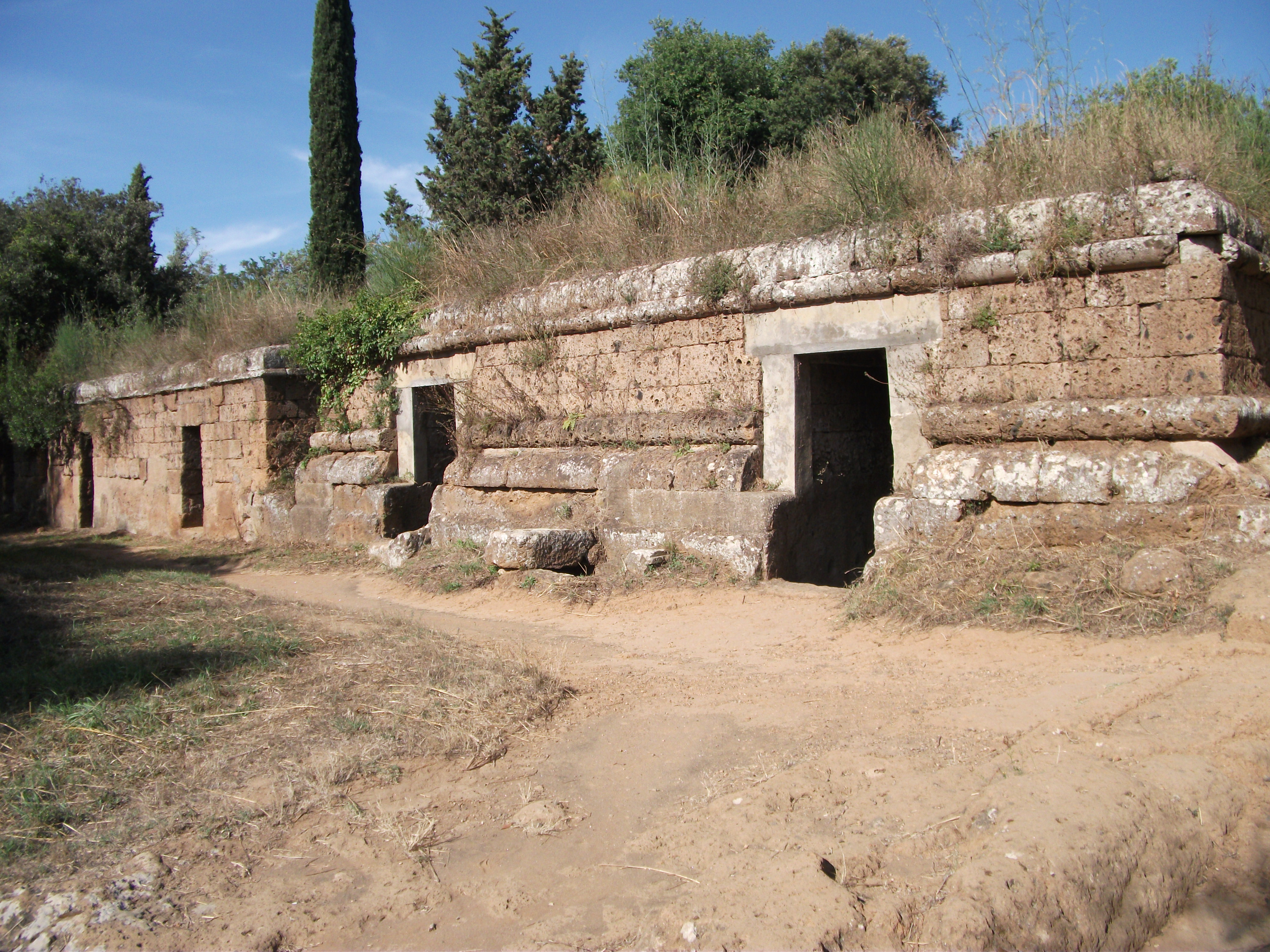
Некрополь в Черветері
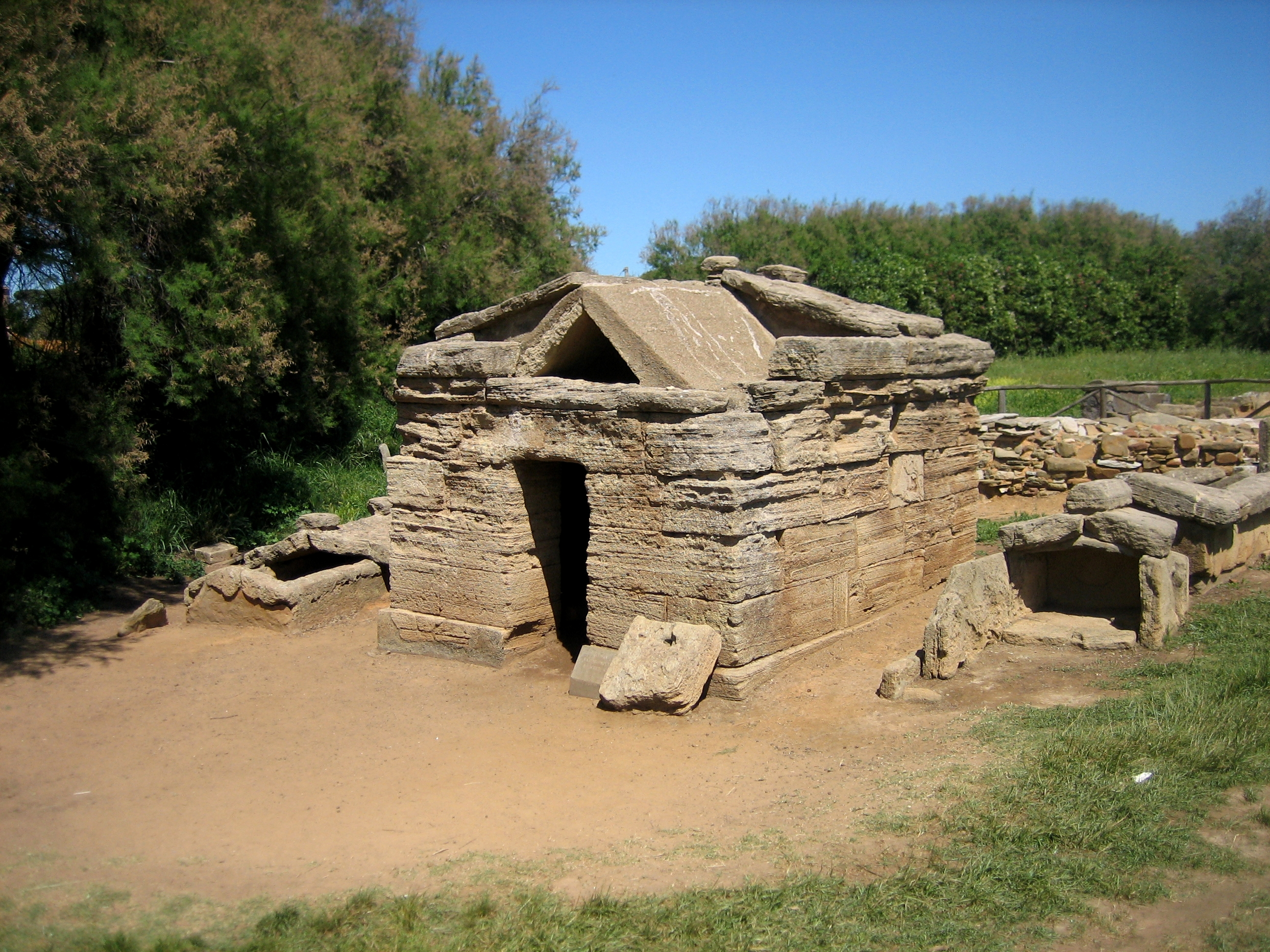
Некрополь в Популонії
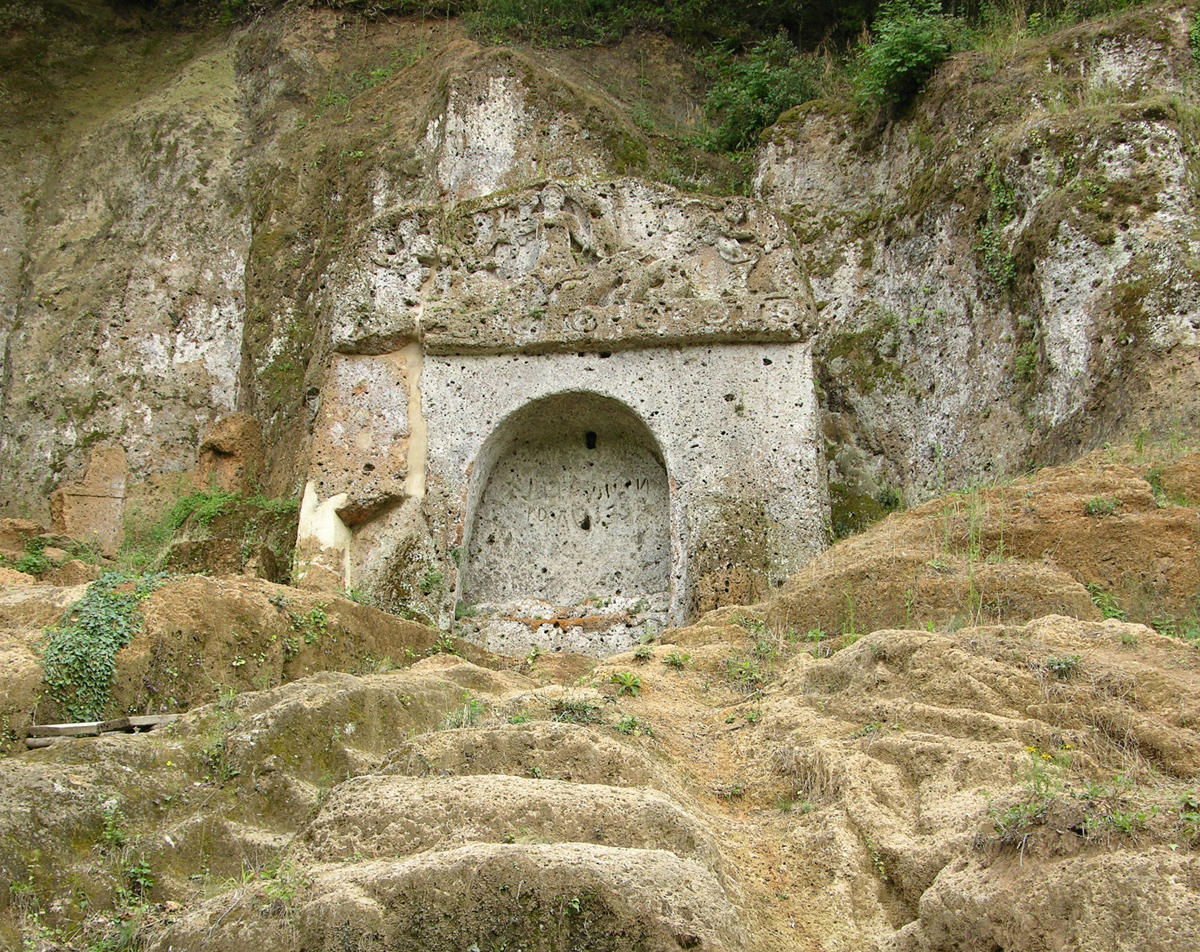
Некрополь в Совані
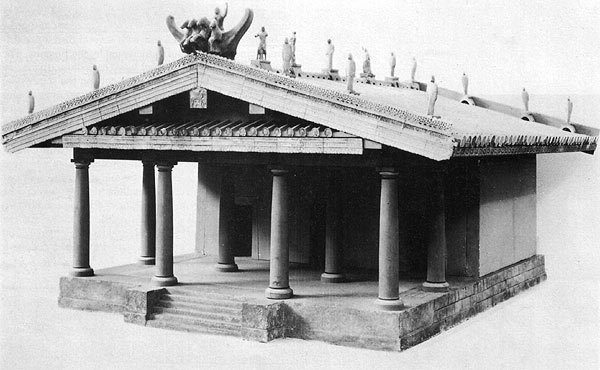
Реконструкція храму в акрополі Кози, бл. 100 до н. е.

## Живопис
Найцікавіше в етруських фресках те, що вони взагалі збереглися. Цьому посприяла традиція етрусків прикрашати ними стіни висічених в скелях гробниць. За стилем живопис етрусків перетинається з вазописом. Зустрічаються й розписи житлових будинків. Найдавніша з них датується VI століттям до н. е.
Етруський живопис тісно пов'язаний з похоронною архітектурою. За технікою вона — різновид фрески. Тематика — сюжети із земного життя небіжчика: обрядові сцени з музикантами, танцюристами, гімнастами, зображення полювання та рибної ловлі, міфологічні сюжети (з грецького вазопису або виконані приїжджими з Греції художниками). Призначення цих зображень зумовлює їх натуралізм — акцентування міміки зображуваних персонажів, посилення колірної насиченості. Яскравістю художники прагнуть перемогти темряву гробниці, зробити так, щоб небіжчик «побачив» зображення, для цього їх посилюють, роблять «голосніше». Художній початок відходить на другий план, фігури чітко виділяються на фоні, контури окреслені впевнено, жести перебільшені, фарби посилені. В V ст. до н. е. посилюється вплив грецької класики: контури тоншають і сприяють виявленню пластичної форми, кольори стають менш жорсткими і різноманітними, рухи фігур — вільними. Дух проте старий — вигадка замінює втрачену дійсність.
Фрески виявлені в гробницях Вей і Черветері, але найбільшим центром розпису було місто Тарквінія. Невелика гробниця Качок показує, що вже в VII столітті до н. е. етруски прикрашали гробниці розписами. Стиль фресок копіює геометричний стиль вазопису. У гробниці Кампана в Вейях зображений юнак на коні, якого веде чоловік, решта простору заповнена орнаментом, фігурами тварин і міфологічних чудовиськ.
Велика частина розписів виконана в техніці фрески. Стіни зволожувалися, покривалися штукатуркою, потім загостреною паличкою робився начерк, контури обводилися фарбою. На ранніх фресках голова і ноги розташовані в профіль, а плечі — анфас.
Одна з перших фресок з'явилася в гробниці Биків (540–530 роки до н. е.). Тут розписана одна стіна навпроти входу. Під фронтоном зображення двох биків, також поміщені еротичні сцени. На головній панелі сцена з грецького епосу — Ахілл чекає в засідці сина царя Трої Пріама.
З цього періоду з'являється багато прекрасних розписів: в гробниці Авгурів, жонглери, Барона, полювання та рибна ловля. Серед найкрасивіших фресок цього періоду — фрески в гробниці Тріклінія, що датується 470 роком до н. е. Ліворуч і праворуч від дверного отвору фігури вершників, на стіні навпроти дверей — зображення трьох бенкетних лож. На бічних стінах поміщені п'ять танцюристів і музикантів. Жести фігур гармонійні, рухи витончені.
Розписи пізнього класичного періоду (IV століття до н. е.) Відрізняється зміною сюжетів і техніки роботи. Показана перспектива, пози продумані, фігури вміло прописані. Прикладом таких розписів служать розписи з гробниці Голіней. На зміну веселості приходить меланхолія. Нове почуття виражено в погляді жінки з родини Велка у гробниці Орка. Похмурий настрій зберігається і в період еллінізму. Одна з останніх розписаних гробниць — гробниця Тифона в Тарквінії. Тіло Тіфона напружене, воно написано з великою майстерністю, що відповідає елліністичній традиції.

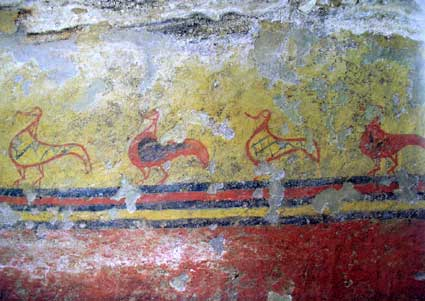
Розпис із гробниці Качок, Вейї. 680 до н. е.
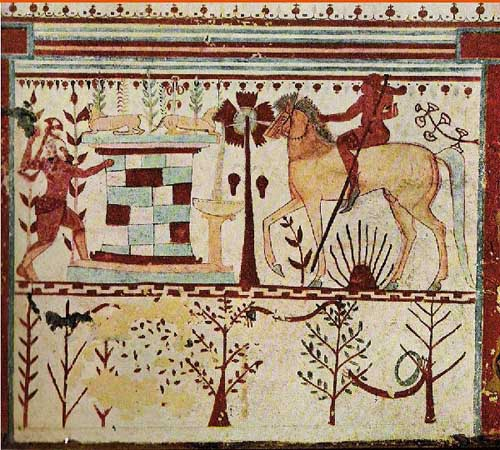
Ахіл в засаді біля водограю. Сцена з гробниці Биків. Тарквінія, 540-530 до н. е.
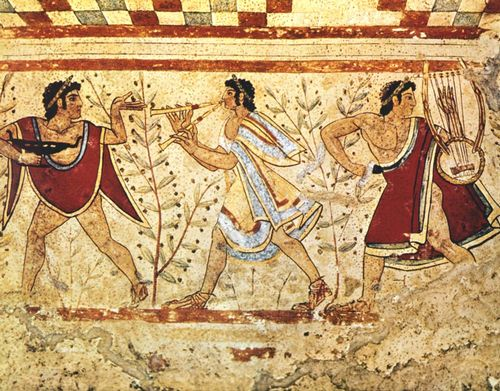
Музики з гробниці Тріклінія, Тарквінія, 470 до н. е.
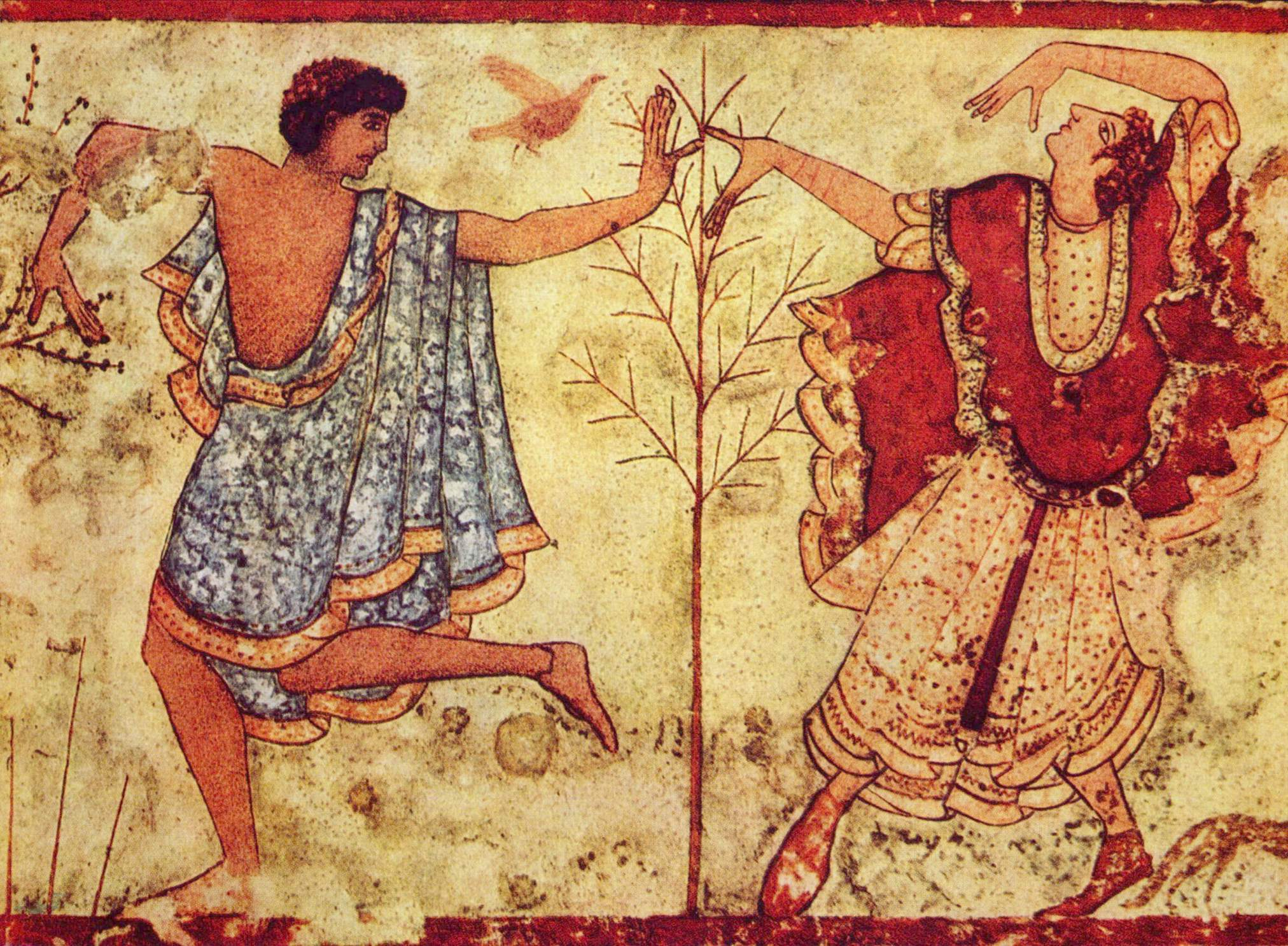
Фреска із зображенням танцюристів, музиканта з барбітоном, Склеп трикліній, Тарквінія
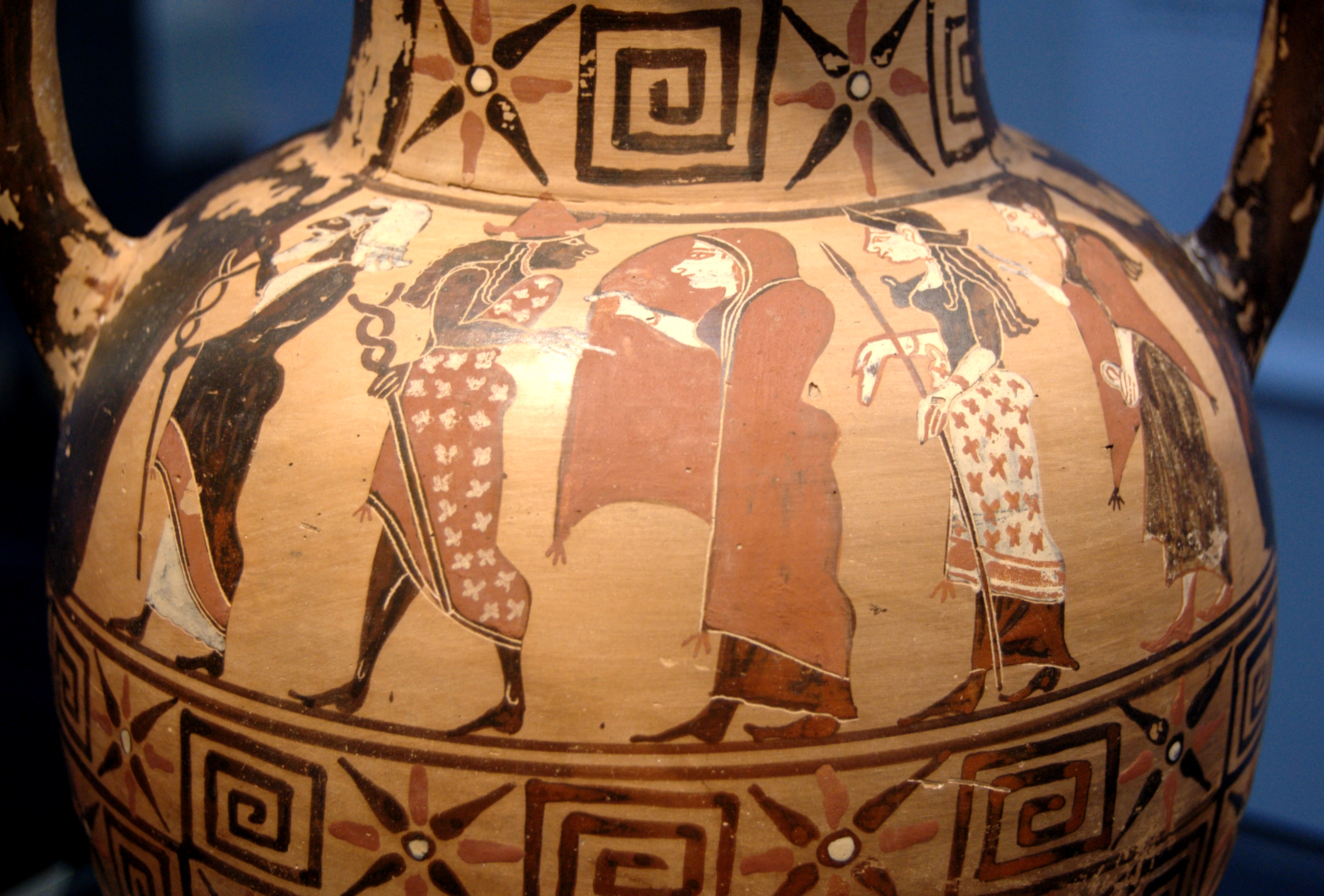
Суд Паріса, 530 до н. е.
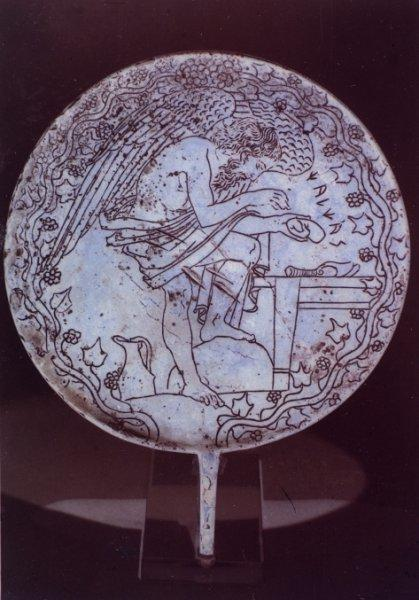
Етруське дзеркало з зображенням троянського жерця Калхаса в ролі гаруспіка
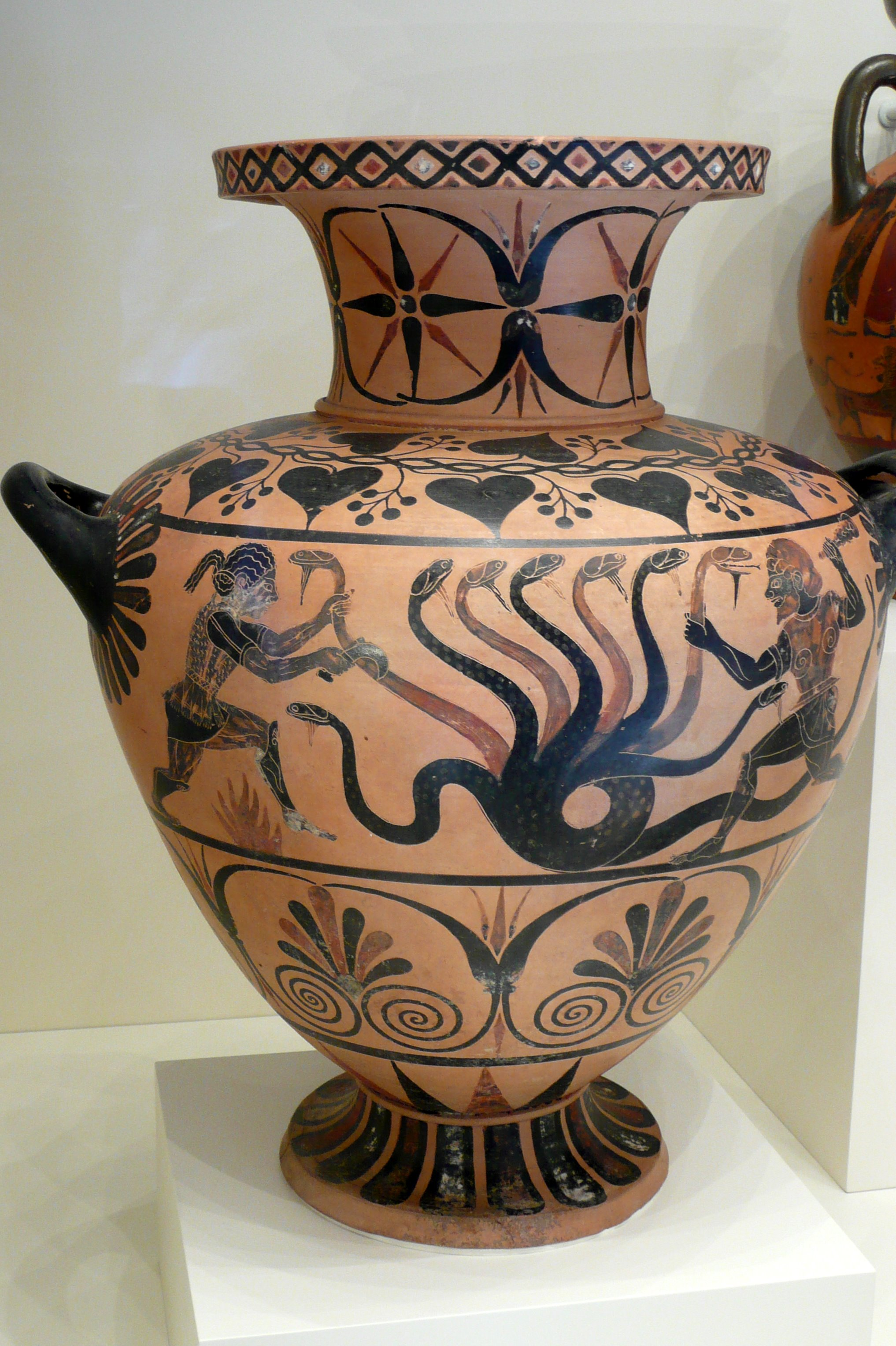
Геркулес і Гідра, бл. 525 до н. е.

## Скульптура

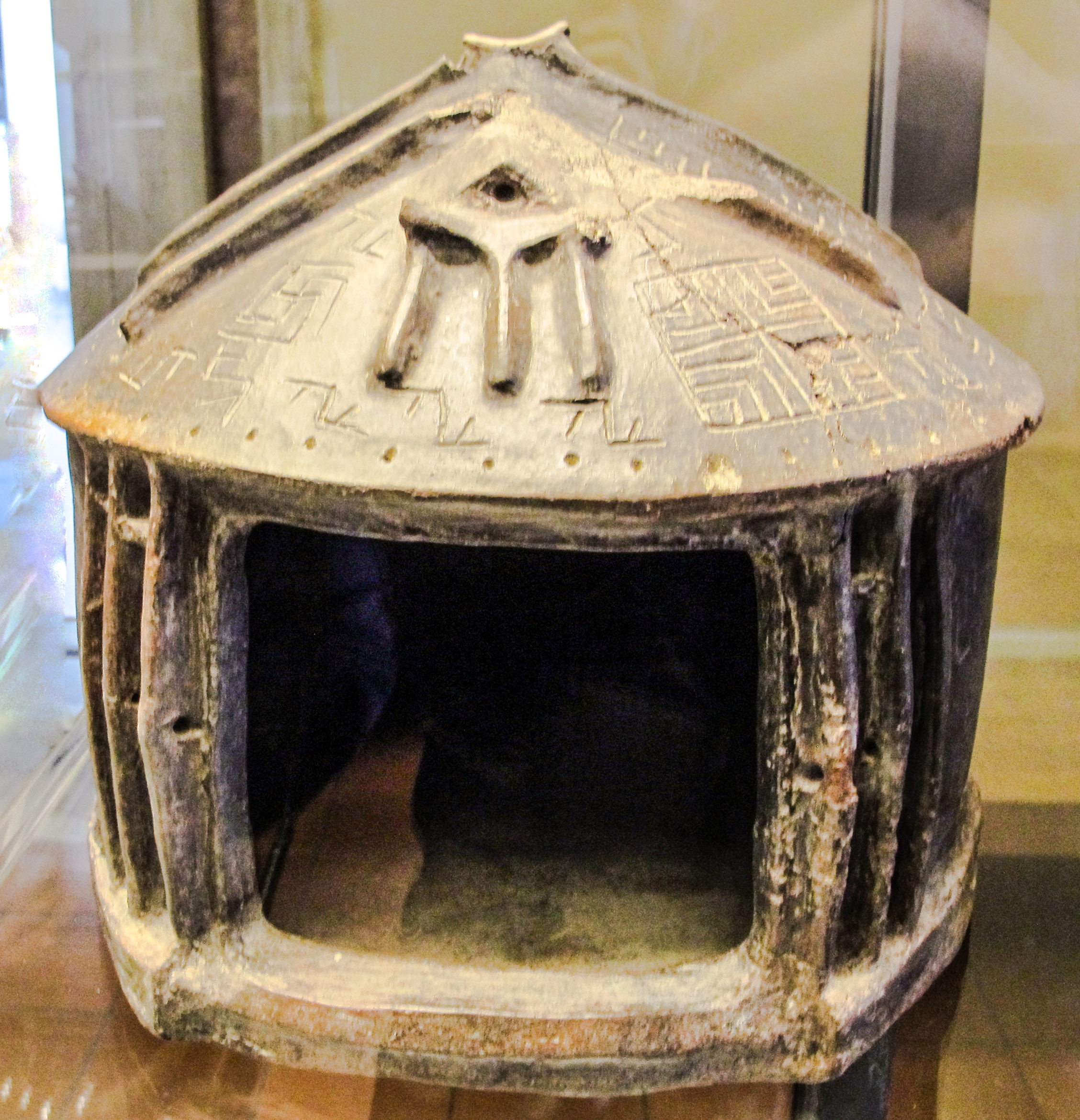
Похоронна урна з прахом. Кастель-Гандольфо, 900-850 до н. е.

Скульптура, хоча на ній також лежить відбиток цієї есхатологічної концепції, по-іншому пов'язана зі світом майстерності і ремесел, з реальним світом етруського суспільства. Крім культу померлих пластика мала й інші функції — існувала велика декоративна пластика, дрібна пластика для обстановки будинку, прикраси. Похоронна скульптура існувала у вигляді канопів (урна з кришкою у вигляді голови) і саркофагів.
В період Вілланова переважали повторювані геометричні візерунки, які поміщалися на теракотові і бронзові вироби. Орієнталізуючий період, що почався в VII столітті до н. е., приніс в Етрурію широке розмаїття виробів Греції та східного Середземномор'я. Вплив був дуже сильним. Етруски копіювали, засвоювали, змішували орнаменти, поки ця суміш сама не стала стилем.
Але одна форма скульптури VII століття до н. е. була досягненням місцевих майстрів — це похоронна урна з глини або бронзи з кришкою у вигляді людської голови, або Канопа. Приблизно в цей же час з'явилися скульптурні статуї. Близько 600 року до н. е. в Етрурії розпочався архаїчний період, що тривав до 475 року до н. е.
До VII ст. до н. е. сходять канопи з Клузіума. Посудина відтворює людське тіло, зрозуміло схематично. Руки зображуються у вигляді ручок, голова на кришці повторює своєрідну маску або портрет покійного. Матеріал — теракота або метал. Ця пластика відноситься до найдавнішої в Середземномор'ї — судячи за спрощеним характером зображення і грубо наміченим рисам обличчя.

### Кам'яна скульптура
Кам'яні скульптури створювалися як надгробні пам'ятники. Протягом VI століття до н. е. етруски засвоїли дух грецького вазопису, проте мистецтво міст Етрурії залишалося індивідуальним, особливо це стосувалося кам'яних барельєфів.

### Бронзова скульптура
Найбільших успіхів етруски досягли в роботі з бронзою. У Кампанії робилися бронзові урни, прикрашені фігурками. Бронзу використовували при виготовленні меблів і колісниць, скриньок, дзеркал.

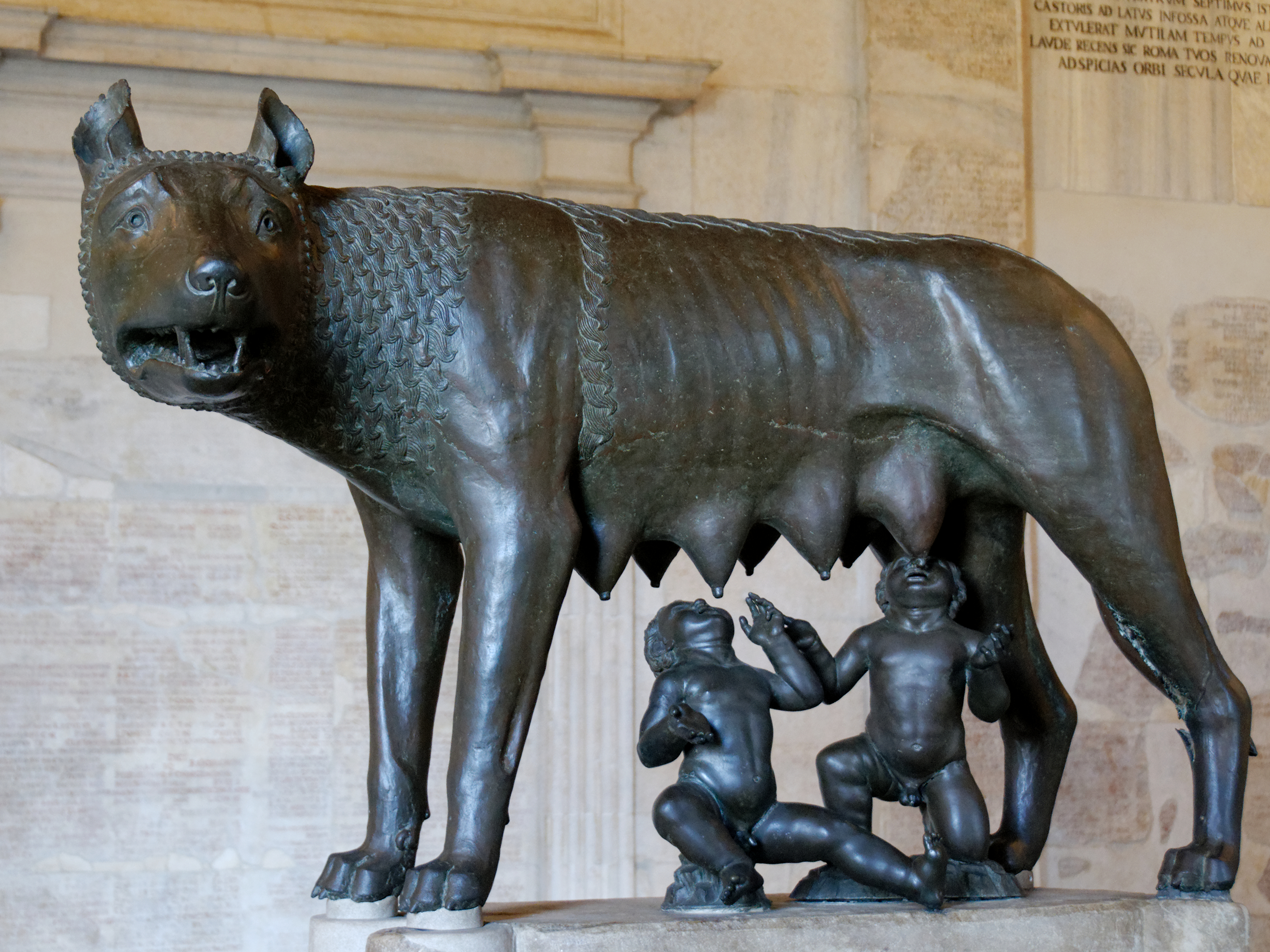
Капітолійська вовчиця
Крилаті коні зі збруєю, теракотовий барельєф, етруське мистецтво епохи еллінізму (залишки Храму Вівтаря Цариці, нині в Палаццо Вітеллескі в Тарквінії)
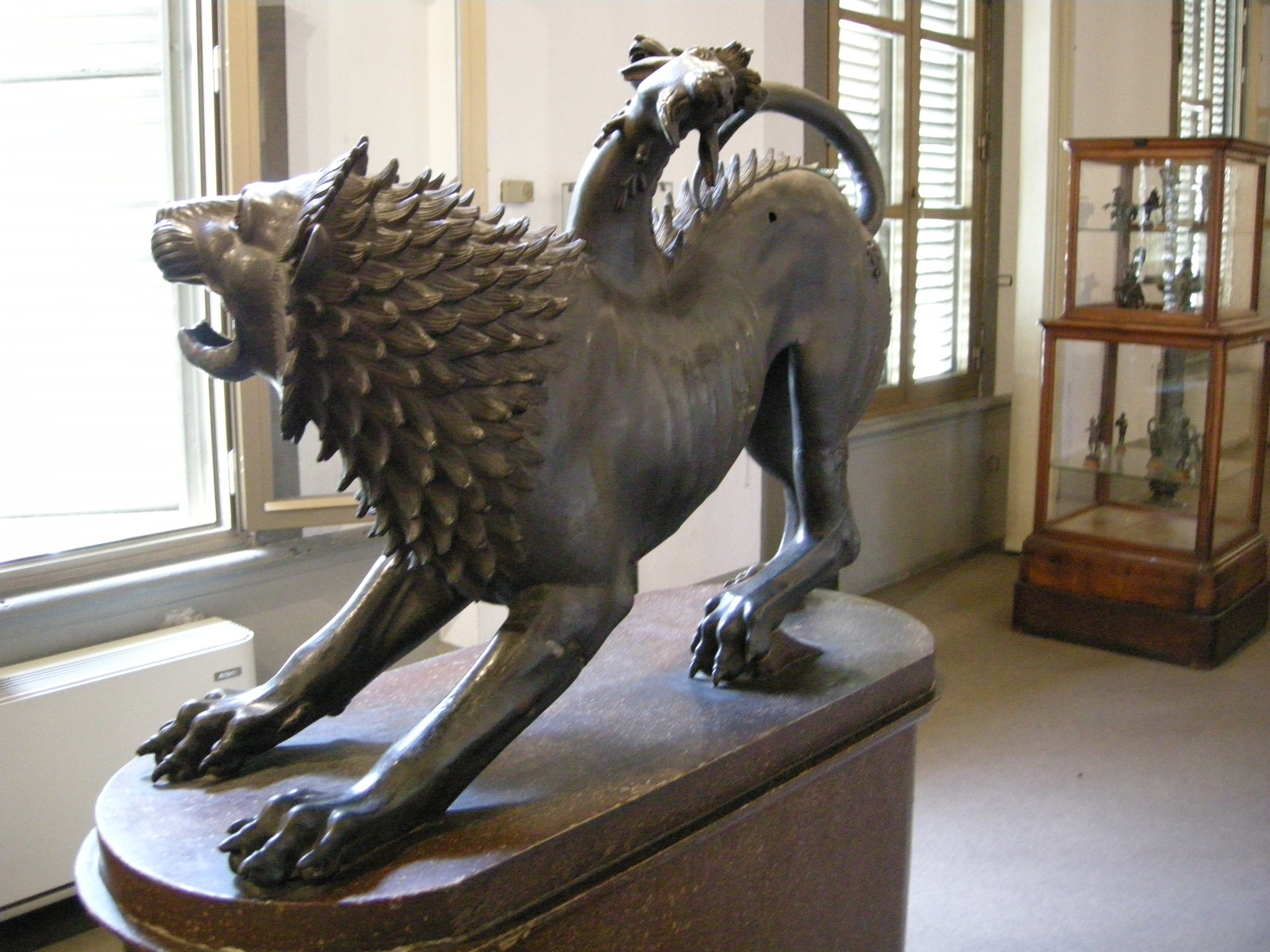
Хімера з Ареццо, бл. 400 до н. е.
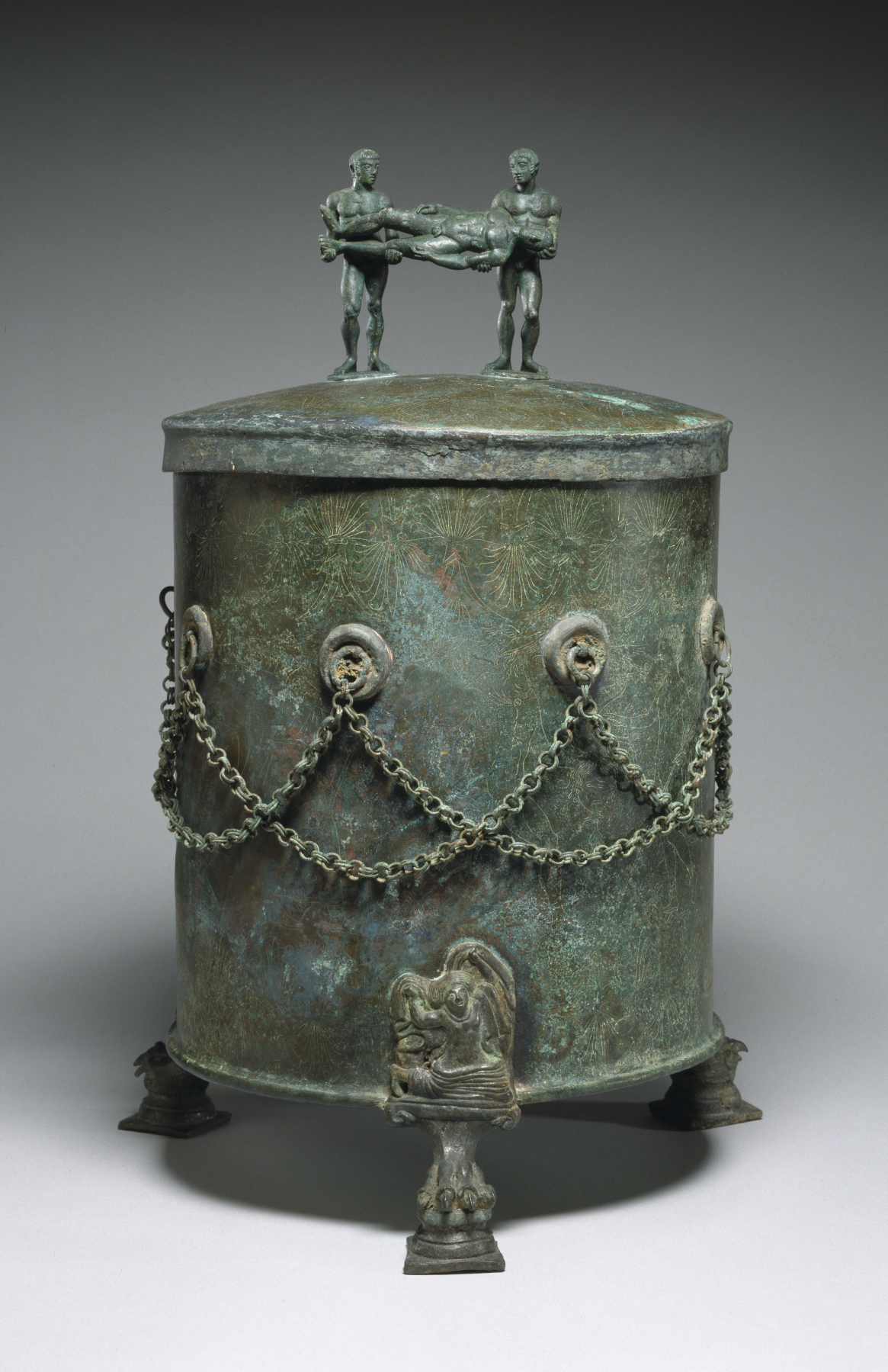
Етруська бронзова циста — контейнер для зберігання цінних речей, як коштовності, люстерко або косметика, Художній музей Волтерс
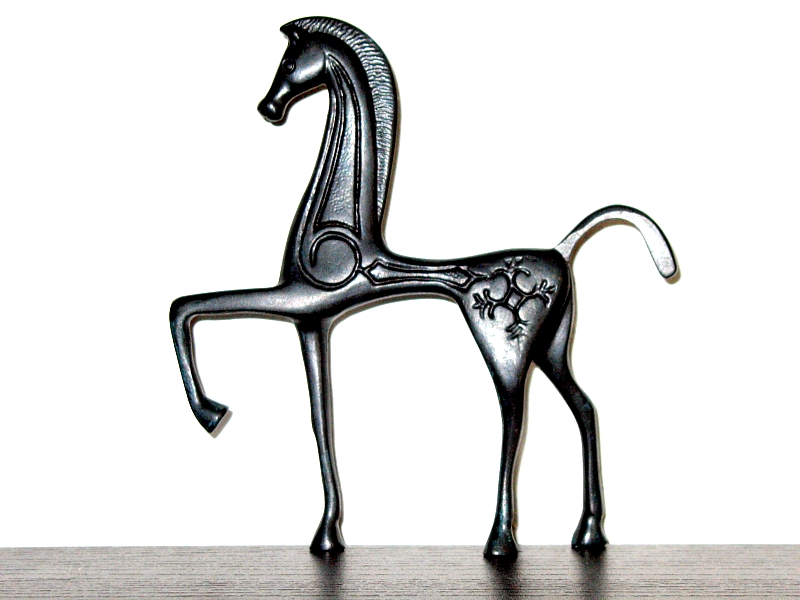
Етруський коник висотою 20 см, бл. 600 до н. е., реконструкція
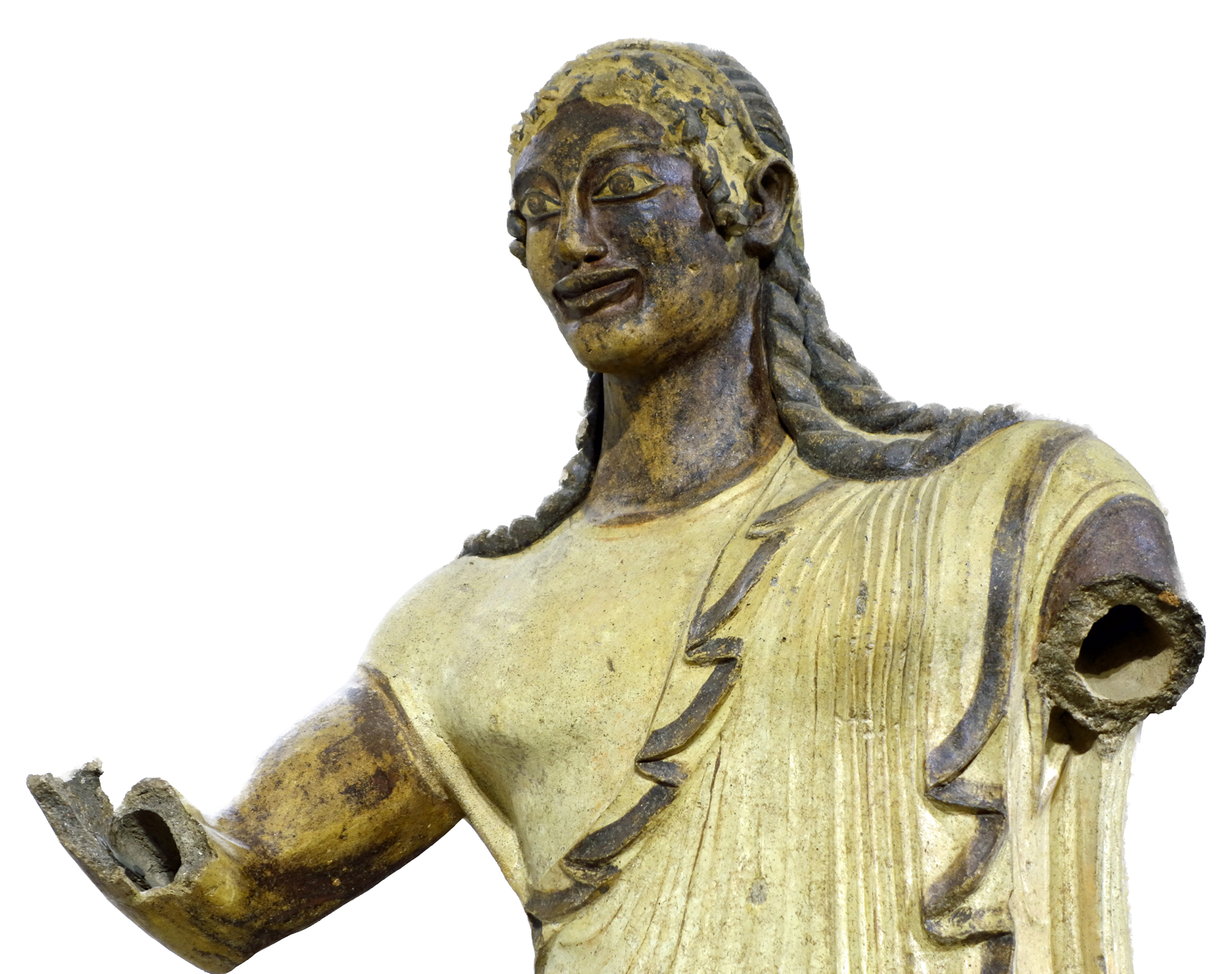
Аполон з Вейїв, бл. 550-520 до н. е.
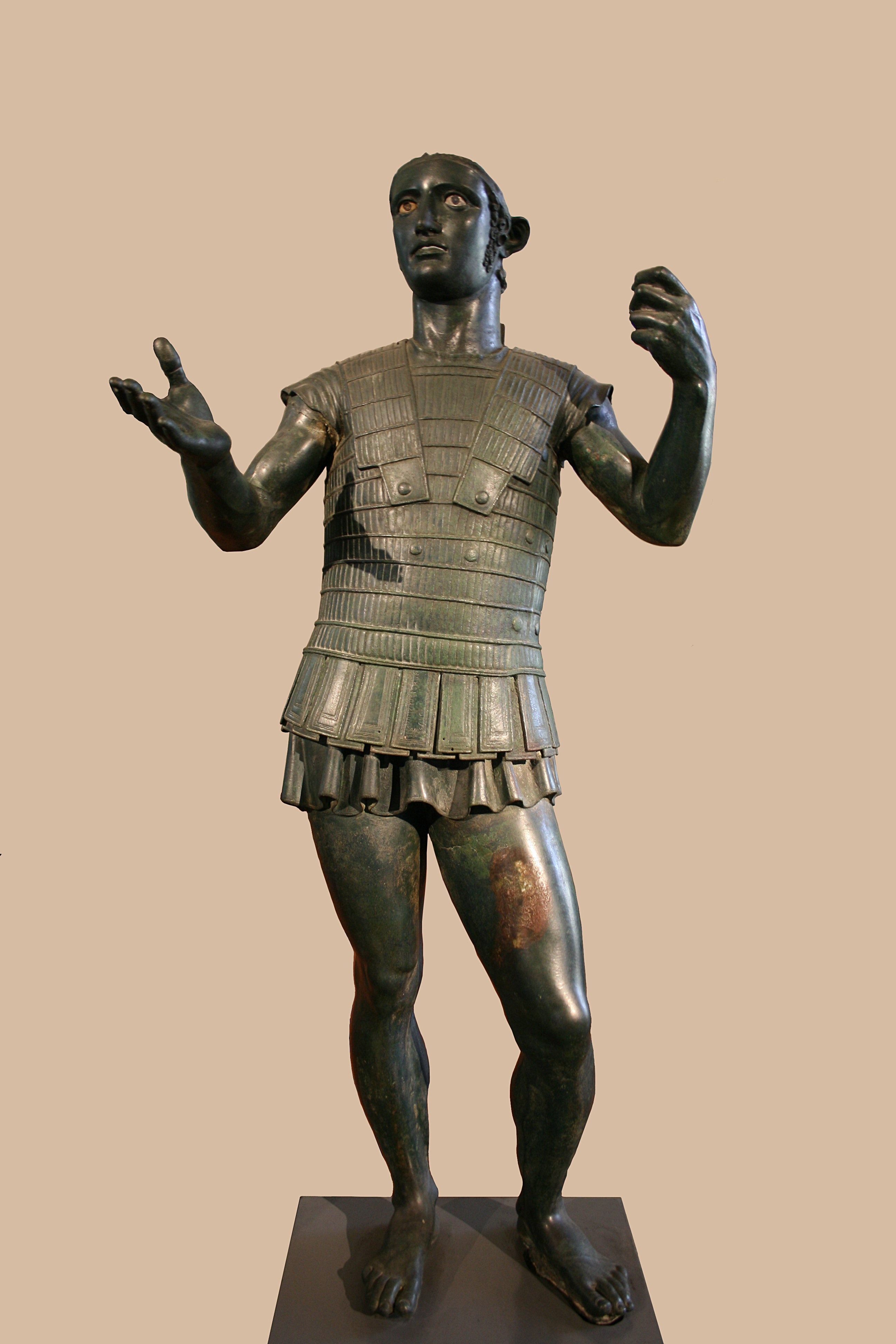
Марс, бронза, бл. 400 до н. е.
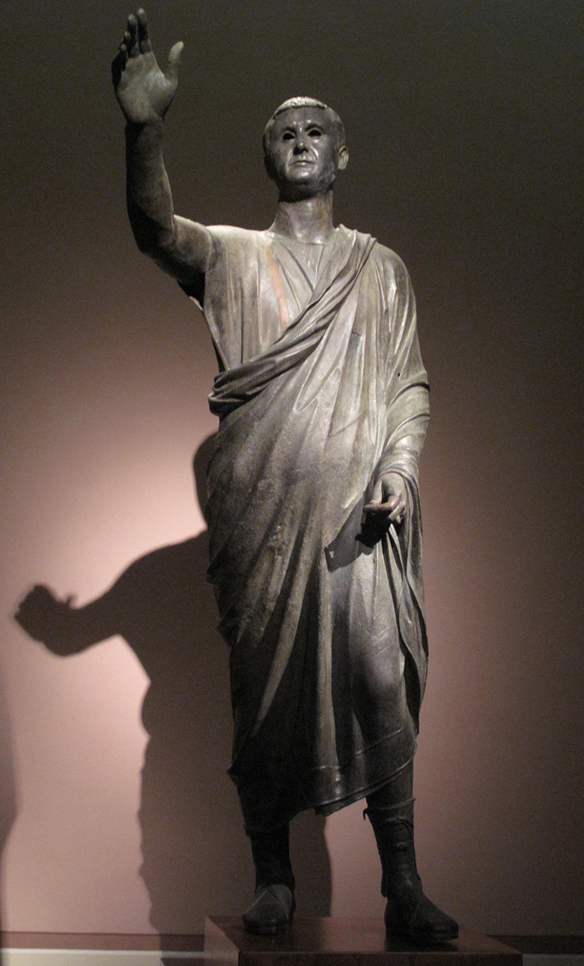
«Оратор», римсько-етруська бронзова статуя

### Теракотова скульптура та Саркофаги
Теракотові вироби етрусків також були на високому рівні. Примітний саркофаг з Черветері 520 року до н. е., прикрашений статуєю подружньої пари. Справжнім шедевром є група з чотирьох статуй в Вейях, що датується 500 роком до н. е.
В VI ст. до н. е. з'являється вплив архаїчної іонійської скульптури. Вулка (єдиний відомий етруський скульптор архаїки), або хтось із його оточення, створив теракотового Аполлона з Вей, який служив зовнішньою прикрасою храму. Іонійський вплив позначається в тонкому опрацюванні фактури, відмінно взаємодіє зі світлом. Виникають більш різкі світлотіньові контрасти — завдяки новим принципам постановки фігури. Капітолійська вовчиця також характеризується іонійським впливом: тонка проробка тіла, але стилізована передача вовни, градації в грі світла й тіні. В V ст. до н. е. Хімера з Ареццо демонструє посилення іонійського впливу, який переходить у свою протилежність завдяки посиленню лаконічності і експресивності.
Найбільш оригінальне створення етруської скульптури — саркофаги, зазвичай теракотові. Кришка урни зображується у вигляді ложа для сімпосія, на ній зображувалася напівлежача фігура покійного, часто разом з дружиною. Фігури, особливо особи, мають велику портретну схожість. Ця схожість поступово стає все більш натуралістичною і відверто нескромною. Фізичні недоліки, риси хвороби або старості — зображуються без прикрас, однак і без типового для елліністичного натуралізму інтересу до курйозного.
З IV ст. до н. е. зв'язок між елліністичним та етруським мистецтвом помітний в тематиці та стилі фронтальних рельєфів саркофагів. Однак натуралізм етруської портретної статуї викликаний прагненням до перевантаження образу деталями, наділенню його тілесною реальністю, матеріальністю. Життєвість небіжчика підкреслюється максимально, тому він зображений в момент бенкету. Портретований знаходиться по ту сторону категорій прекрасного і потворного, які так турбували його сучасників, олександрійських скульпторів. В етруському портреті немає ознак психологічних пошуків. Єдина турбота — життєвість і дотикальність буття. Це помітно в пізньої статуї — «ораторі»: йому властива вже римська гідність при наявності типової для пізньої етруської культури меланхолії і тривоги.

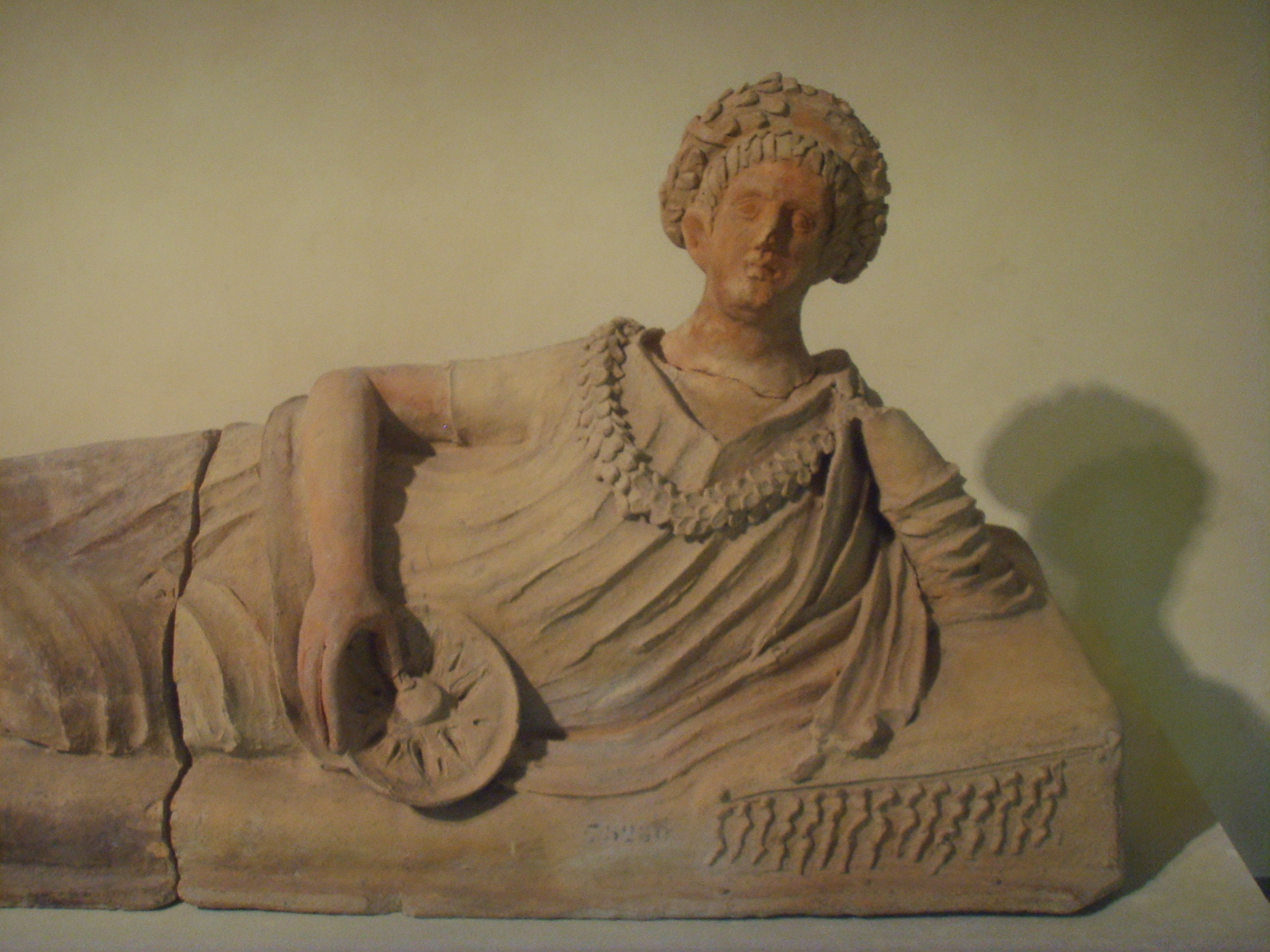
Саркофаг молодої людини, Тоскана
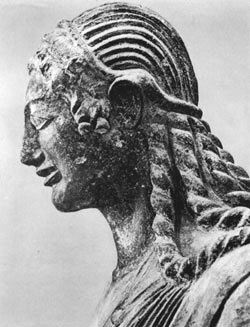
Аполлон з Вей
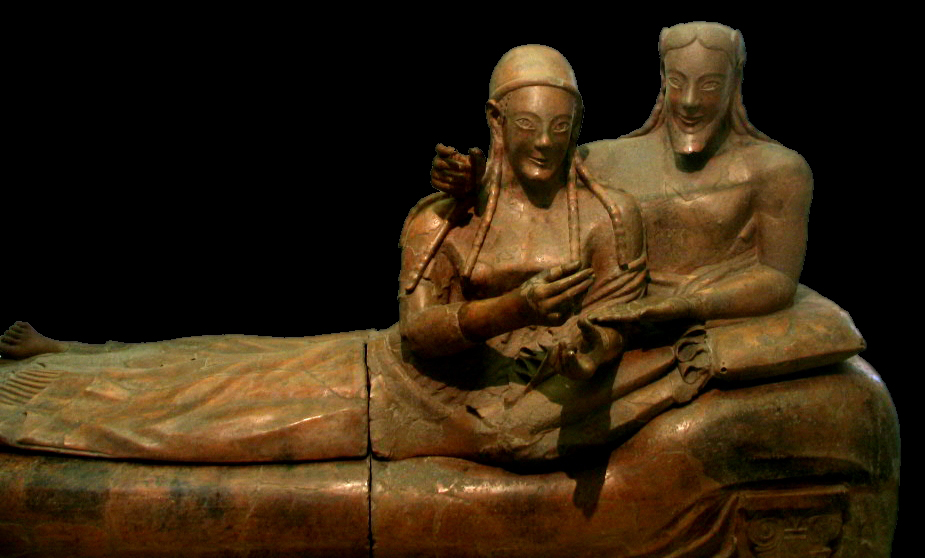
Саркофаг подружжя з Черветері, 520 до н. е., Лувр
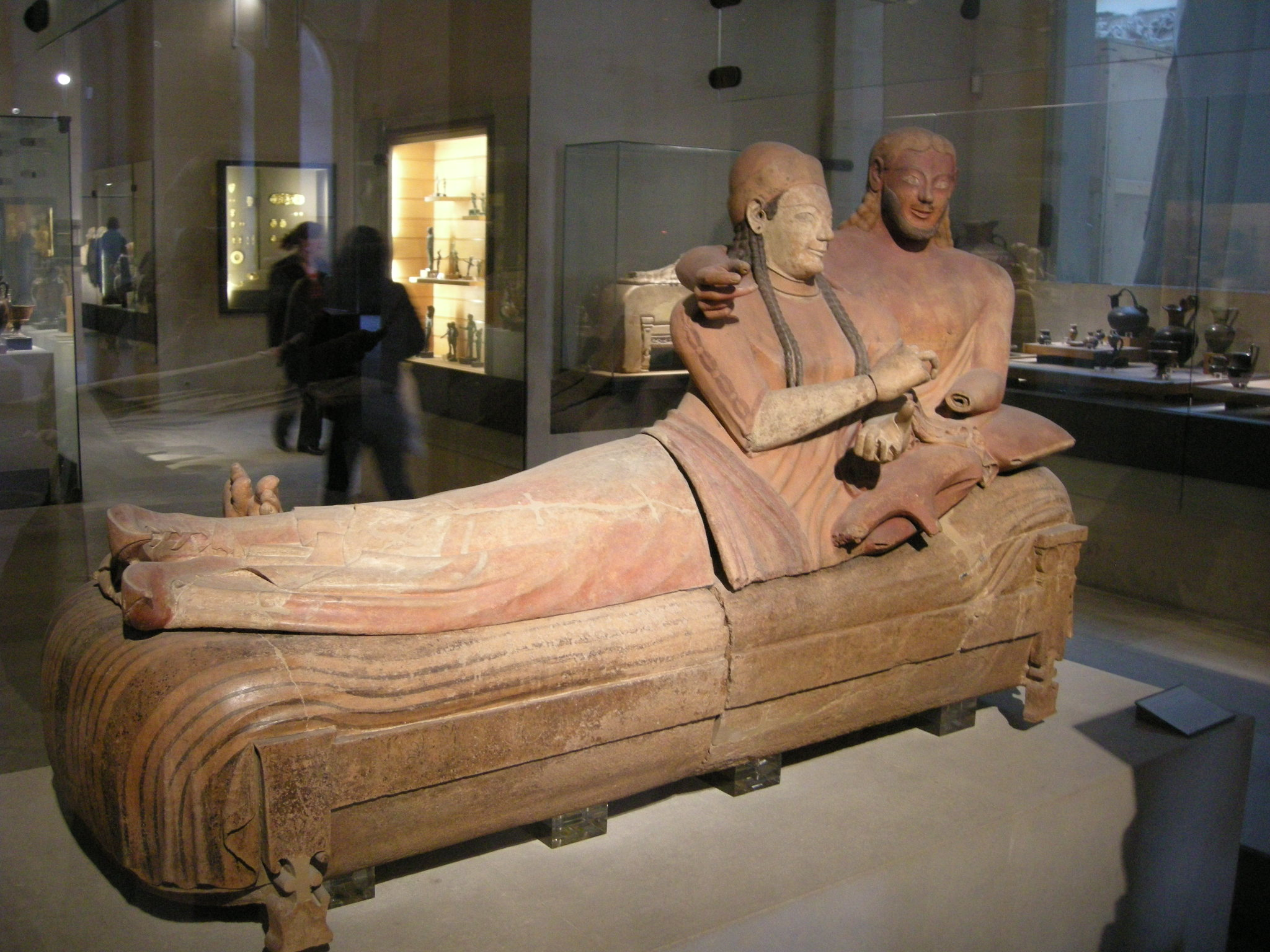
Саркофаг подружжя з Черветері, 520 до н. е., Лувр
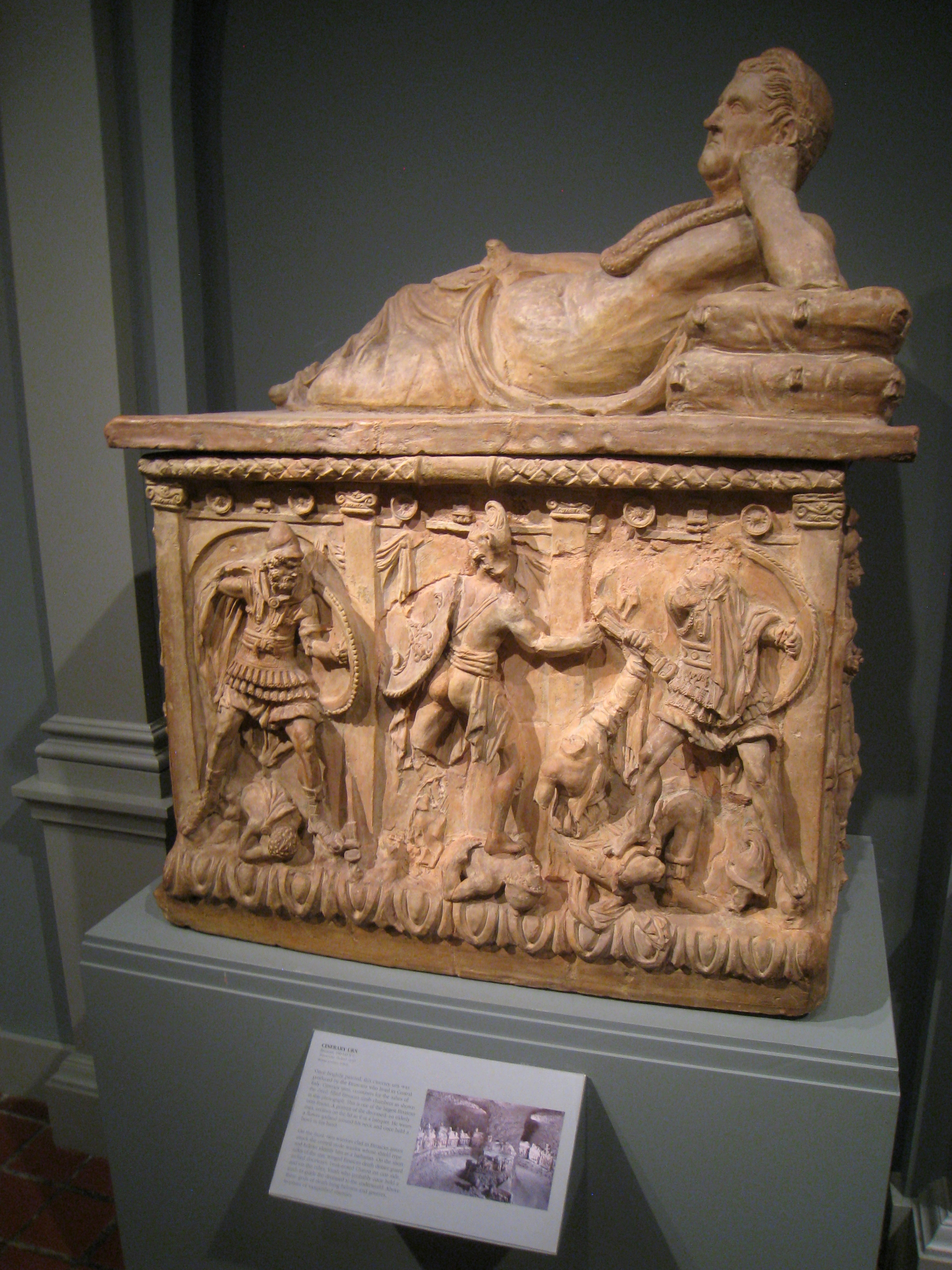
Урна, середина 2 ст. до н. е.
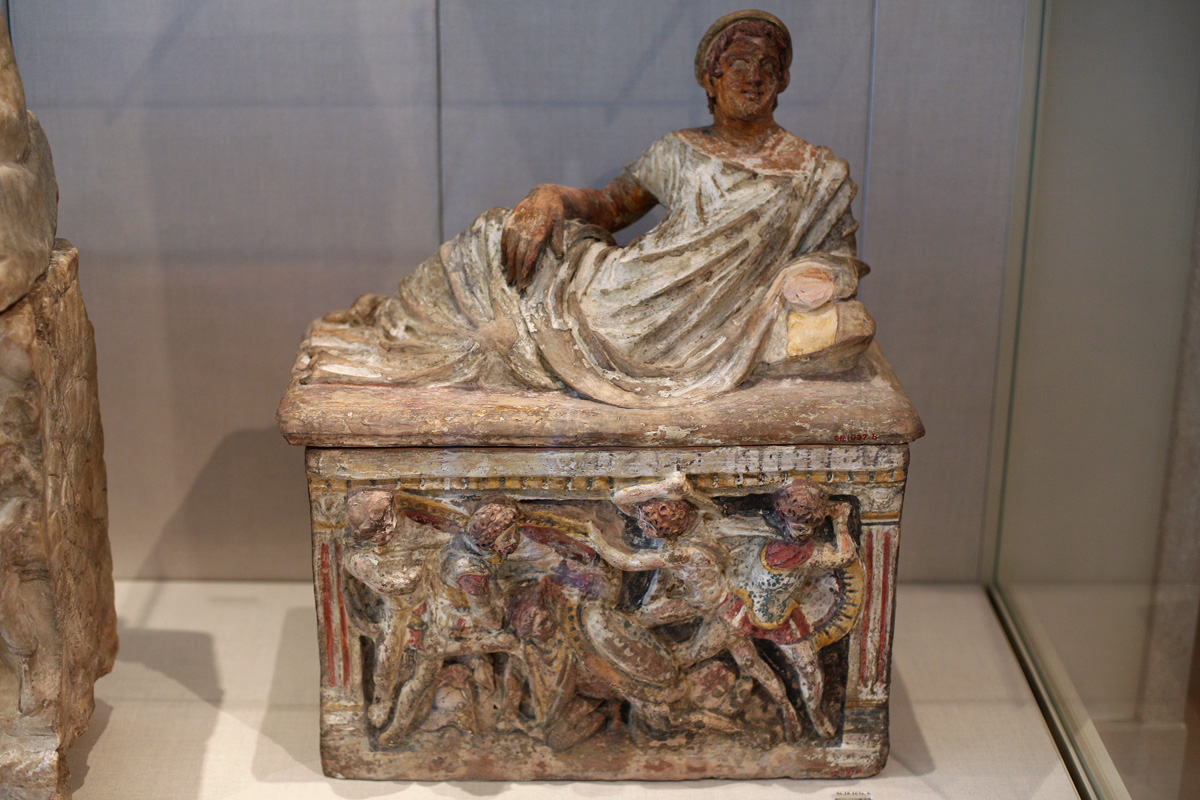
Урна
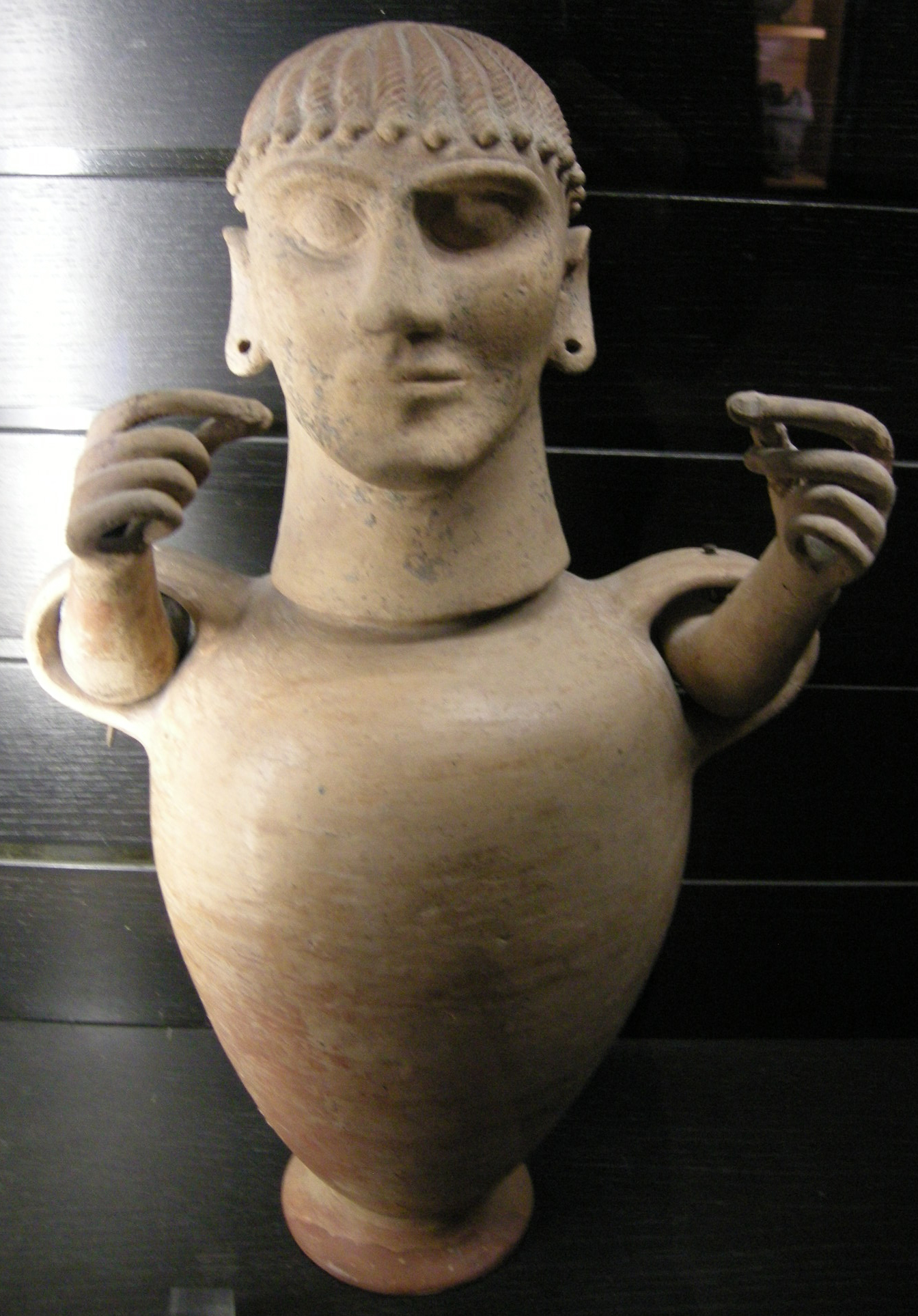
Урна
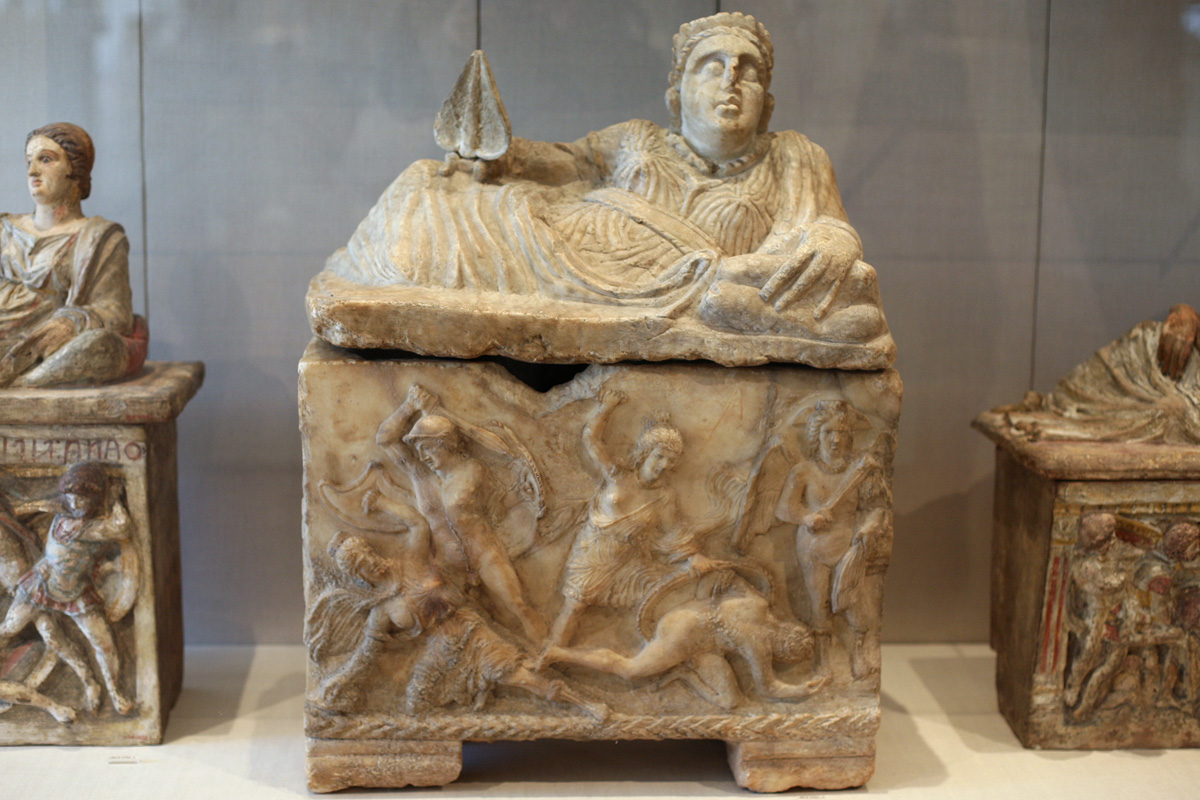
Урна

## Орнамент
Етруський орнамент представлений візерунками на тканинах. Етруски любили зображати хрестики і розсипи горошин. Різьблений фріз з трикутників — улюблений, традиційний орнаментальний мотив етруських художників. Також присутній орнамент у вигляді хвиль.

## Етруське мистецтво в музеях України
В Україні предмети етруської роботи зберігаються у музеях Києва, Одеси та Львова.
У колекції Національного музею мистецтво імені Богдана та Варвари Ханенків присутні три етруських теракотових антефікси. Один з них має вигляд жіночої голови у діадемі та датується 6 ст. до н.е. Виготовлений з помаранчево-коричневої глини з чорними вкрапленнями. Для розфарбовування голови були використані чорний, білий та червоний кольори. Діадема, частина волосся, обидва вуха були догіпсовані пізніше під час реставрації. Антефікс з головою в діадемі скоріш за все був придбаний подружжям Ханенків у Римі з колекції Джамп’єтро Кампана. Антефікс подібного вигляду зберігається зокрема у Британському та Берлінському музеях. Інші два майже ідентичні між собою антефікси, а конкретніше їх уламки, було передано до музею Ханенків у 1956 році з Київського історичного музею. Обидва антефікси датуються 6 ст. до н.е. Їх композиції ідентичні. Жіноча голова виконана об’ємно. На ній одягнута доволі велика діадема, з-під якої спадають пасма хвилястого волосся. У вухах доволі великі декоровані сережки, а під самою шиєю пропрацьовані кілька складок одягу. Голова оточена "мушлею", яка в свою чергу зсередини прикрашена рельєфними образами лотосів та пальметів. Серед колекції Музею Ханенків також присутня розписана ольпа, рельєф–стінка поховальної урни-осуарія 500 ст. до н.е. та вотивна теракотова жіноча голова 3 ст до н.е.
У збірці Національного музею історії України у Києві зберігається колекція етруської кераміки буккеро, що датується 7-5 ст. до н.е. У колекцію входять 5 цілих предметів та 56 фрагментів посуду. Окремі предмети були реставровані, а їхні окремі частини догіпсовані. Серед них глиняний штамп, покришка культової посудини, миска та декоровані чаші. 10 предметів були передані музею у 1917 році Богданом Ханенко, 2 предмети надійшли у 1936 році з Музею антропології та етнології ім. Хведора Вовка та Музею університету Св. Володимира. Богдан Ханенко, скоріш за все, придбав ці предмети на аукціоні в Римі у 1909 р.
У Одеському археологічному музеї зберігаються руків’я бронзової посудини 6 ст. до н. е. з об'ємними зображеннями голови бика та голови чоловіка, етруська поховальна урна 2 ст до н.е. з рельєфом.